# Arneiro
Arneiro es un poblado español situado en la parroquia de Goá, del municipio de Cospeito, en la provincia de Lugo, Galicia.

## Demografía
| Gráfica de evolución demográfica de Arneiro entre 2000 y 2019 |
|                                                               |
| Datos según el nomenclátor publicado por el INE.              |

## Torres de Arneiro
En Arneiro se encuentra una de las antenas conocidas como Torres de Arneiro. Estas fueron unas antenas instaladas por el ejército alemán en Galicia poco antes del inicio de la II Guerra Mundial para control del Océano Atlántico. Si bien los ejércitos aliados conocían la existencia y ubicación de las torres, no las destruyeron debido a que también hacían uso de las mismas.
Después de la guerra siguieron siendo de uso militar hasta el año 1962. A partir de este año pasaron a manos de la Autoridad de Aviación Civil hasta el año 1971, cuando fueron abandonadas.
Existían proyectos para la conservación de las antenas por su interés histórico, aunque debido al abandono una de ellas se desplomó en 2007.
En 2007 unos radioaficcionados utilizando la torre central, realizaron comunicaciones que les permitieron llegar a Australia y Sudáfrica.
En enero de 2009, tras un temporal y vientos de hasta 120 km/h, las dos torres que quedaban en pie (una localizada en Momán y la otra en el propio Arneiro) cayeron dejando a la zona sin sus estructuras más significativas.

## Gentilicio
Los naturales de Arneiro son conocidos como arneirenses.

## Economía
La principal actividad económica de la zona es la actividad agropecuaria destacando la presencia de explotaciones ganaderas de vacuno.

## Gastronomía
Los platos más típicos de la zona son: el caldo gallego de berza, repollo o grelo; el lacon con grelos y la empanada de carne, atún o manzana.